# Банник
Банник е славянски дух, обитател на банята. С магическите си способности банниците развързвали езиците на къпещите се хора. Често се явявали с вида на близък роднина – възрастен мъж. Тези духове имали важно значение според късните славяни, тъй като в банята, на четири очи, се споделяли най-големи тайни, сключвали се тайни договори, планирали се заговори. И така, ако човек успеел да улови банник и да го принуди да проговори, можел да научи много тайни за околните. Най-лесно банникът се заплашва с огън или слънце, бидейки същество свързано с водата и влагата.